# Camellia stuartiana
Camellia stuartiana är en tvåhjärtbladig växtart som beskrevs av Joseph Robert Sealy. Camellia stuartiana ingår i släktet Camellia och familjen Theaceae. Inga underarter finns listade i Catalogue of Life.